# Park Avenue Tower
De Park Avenue Tower (ook 65 East 55th Street) is een gebouw gelegen tussen East 56th en East 55th Street in Midtown Manhattan in New York. Het door Park Tower Realty ontwikkelde kantoorgebouw opende in 1986 en heeft een hoogte van 171 meter. De Park Avenue Tower telt 36 verdiepingen, die met behulp van zeventien liften te bereiken zijn. Het gebouw is ontworpen door Murphy/Jahn Architects in de postmoderne stijl. De Park Avenue Tower bestaat uit steen, staal en glas. Het gebouw heeft als grondplan een vierkant met afgeplatte hoeken en de Park Avenue Tower wordt smaller naarmate het hoger wordt. Op het dak van het gebouw bevindt zich een piramidevormig bouwsel, dat niet vanaf de straat zichtbaar is.
Voor de hoofdingang van Park Avenue Tower aan East 55th Street bevindt zich een zogenaamde Privately Owned Public Space met zes gepolijste granieten plantenbakken. De Park Avenue Tower is door vier ingangen te betreden, één aan East 56th Street en drie aan East 55th Street. De ingang aan East 56th Avenue en de middelste ingang aan East 55th Avenue leiden naar de lobby bestaande uit verdiepingen. De muren van de lobby zijn gemaakt van graniet en marmer. De oostelijke ingang aan East 55th Avenue leidt naar het kantoor van advocatenkantoor Paul Hastings, dat een oppervlakte van 23.500 m² heeft en verdeeld is over zestien verdiepingen. Dat kantoor is als het ware een gebouw binnen de Park Avenue Tower en was totdat Paul Hastings het kantoor huurde een kantoor van IBM. Het contract van Paul Hastings loopt af in 2016 en het bedrijf is dan van plan om te verhuizen. De vierde ingang leidt naar een restaurant met twee michelinsterren genaamd Restaurant Aquavit.

## Geschiedenis
In 2007 kocht Macklowe Properties de Park Avenue Tower met nog vijf andere gebouwen in New York voor $7 miljard van de Blackstone Group, dat het gebouw in handen had gekregen door Equity Office Properties, de vorige eigenaar, over te nemen. Eén jaar later, in de zomer van 2008, werd het gebouw samen met de 21 verdiepingen tellende 850 Third Avenue verkocht aan Shorenstein Properties voor 930 miljoen dollar, omdat Macklowe Properties last had van de kredietcrisis. Eind 2013 werd bekend dat Grocon de Park Avenue Tower wilde kopen voor $500 miljoen, wat later $775 miljoen werd. In de lente van 2014 ging die deal definitief van de baan doordat Grocon niet aan genoeg geld kwam. Grocon had een lening ter waarde van $530 miljoen bij Jones Lang LaSalle verkregen, maar het bedrijf kon geen bedrijf vinden waar het meer geld kon lenen. In juli 2014 werd het gebouw verkocht aan de Blackstone Group voor $750 miljoen. Dat bedrijf was eerder ook al eigenaar van het gebouw.

## Ligging
De Park Avenue Tower is gelegen in Midtown Manhattan aan East 55th Street en East 56th Street. Er bevinden zich vier metrostations in de directe omgeving van de toren. Dat zijn: het vier blokken noordelijker en het twee blokken westelijker gelegen 5th Avenue aan lijnen N, Q en R, het één blok noordelijker en twee blokken westelijker gelegen 57th Street aan lijn F, het twee blokken zuidelijker en één blok westelijker gelegen 5th Avenue/53rd Street aan lijnen E en M en het twee blokken oostelijker en vier blokken noordelijker gelegen Lexington Avenue/59th Street aan de lijnen 4, 5, 6, 6d, N, Q en R. De Park Avenue Tower grenst aan drie gebouwen, namelijk in het noordwesten aan het café Cosí, in het zuidwesten aan de New York Friars Club en in het oosten aan 430 Park Avenue. Aan de andere kant van East 56th Street bevindt zich 432 Park Avenue, aan de andere kant van 55th Street bevinden zich Park Avenue Place, de Heron Tower en 410 Park Avenue. Andere opvallende gebouwen in de directe omgeving van de Park Avenue Tower zijn de 58 verdiepingen tellende Trump Tower, het 42 verdiepingen tellende Fuller Building, het 50 verdiepingen tellende General Motors Building en het 52 verdiepingen tellende Four Seasons Hotel New York.